# Молодіжний чемпіонат світу з футболу 2015
Чемпіонат світу з футболу серед молодіжних команд 2015 — двадцятий розіграш Молодіжного чемпіонату світу з футболу, що проходив у Новій Зеландії з 30 травня до 20 червня 2015 року. Участь у змаганні брали 24 молодіжні збірні, гравці яких народилися після 1 січня 1995 року включно. Чемпіоном вдруге стала збірна Сербії (враховується чемпіонський титул югославської збірної 1987 року), яка у фіналі перемогла в додатковий час збірну Бразилії 2:1.

## Вибір господаря
17 січня 2011 чотири асоціації (Нова Зеландія, Перу, Уельс та Туніс) підтвердили свої заявки на проведення чемпіонату світу 2015. 3 березня 2011 ФІФА оголосила про обрання господарем турніру Нову Зеландію, яка не вперше буде приймати турнір такого формату. До цього новозеландці приймали чемпіонат світу серед юнацьких збірних до 17 років у 1999 році та аналогічний жіночий турнір у 2008 році.
Претенденти
- Нова Зеландія
- Перу
- Туніс
- Уельс

## Учасники
Окрім господарів збірної Нової Зеландії на чемпіонат кваліфікувались ще 23 збірні.
| Конфедерація                                                     | Кваліфікаційний турнір                                   | Учасники                                              |
| ---------------------------------------------------------------- | -------------------------------------------------------- | ----------------------------------------------------- |
| АФК (Азія)                                                       | Чемпіонат АФК U-19 2014                                  | М'янма1 Північна Корея Катар Узбекистан               |
| КАФ (Африка)                                                     | Чемпіонат Африки U-20 2015                               | Гана Малі Нігерія Сенегал1                            |
| КОНКАКАФ (Північна, Центральна Америка та зона Карибського моря) | Чемпіонат КОНКАКАФ U-20 2015                             | Гондурас Мексика Панама США                           |
| КОНМЕБОЛ (Південна Америка)                                      | Чемпіонат Південної Америки серед молодіжних команд 2015 | Аргентина Бразилія Колумбія Уругвай                   |
| ОФК (Океанія)                                                    | Господар                                                 | Нова Зеландія                                         |
| ОФК (Океанія)                                                    | Чемпіонат ОФК U-20 2014                                  | Фіджі1                                                |
| УЄФА (Європа)                                                    | Юнацький чемпіонат Європи (U-19) 2014                    | Австрія Німеччина Угорщина Португалія Сербія2 Україна |

1. ↑  Збірні, що дебютують.
2. ↑  Сербія вперше бере участь, як окрема національна команда. Була також представлена у складі збірної Югославії в 1979 та 1987.

## Арени
| Окленд                                                                 | Крайстчерч | Данідін | Гамільтон                                                              |
| ---------------------------------------------------------------------- | --- | --- | ---------------------------------------------------------------------- |
| Північний стадіон                                                      | Регбі Парк | Отаго | Ваїкато                                                                |
| 36°43′37″ пд. ш. 174°42′6″ сх. д. / 36.72694° пд. ш. 174.70167° сх. д. | 43°32′37.32″ пд. ш. 172°36′14.76″ сх. д. / 43.5437000° пд. ш. 172.6041000° сх. д.                                           | 45°52′9″ пд. ш. 170°31′28″ сх. д. / 45.86917° пд. ш. 170.52444° сх. д.                                                      | 37°46′52″ пд. ш. 175°16′6″ сх. д. / 37.78111° пд. ш. 175.26833° сх. д. |
| Місткість: 25,317                                                      | Місткість: 17,308 | Місткість: 23,095 | Місткість: 19,237                                                      |
|                                                                        | | |                                                                        |
| Нью-Плімут                                                             | Окленд Крайстчерч Данідін Гамільтон Нью-Плімут Веллінгтон ФангареіМолодіжний чемпіонат світу з футболу 2015 (Нова Зеландія) | Окленд Крайстчерч Данідін Гамільтон Нью-Плімут Веллінгтон ФангареіМолодіжний чемпіонат світу з футболу 2015 (Нова Зеландія) | Веллінгтон                                                             |
| Таранакі                                                               | Окленд Крайстчерч Данідін Гамільтон Нью-Плімут Веллінгтон ФангареіМолодіжний чемпіонат світу з футболу 2015 (Нова Зеландія) | Окленд Крайстчерч Данідін Гамільтон Нью-Плімут Веллінгтон ФангареіМолодіжний чемпіонат світу з футболу 2015 (Нова Зеландія) | Регіональний стадіон Веллінгтон                                        |
| 39°4′13″ пд. ш. 174°3′54″ сх. д. / 39.07028° пд. ш. 174.06500° сх. д.  | Окленд Крайстчерч Данідін Гамільтон Нью-Плімут Веллінгтон ФангареіМолодіжний чемпіонат світу з футболу 2015 (Нова Зеландія) | Окленд Крайстчерч Данідін Гамільтон Нью-Плімут Веллінгтон ФангареіМолодіжний чемпіонат світу з футболу 2015 (Нова Зеландія) | 41°16′23″ пд. ш. 174°47′9″ сх. д. / 41.27306° пд. ш. 174.78583° сх. д. |
| Місткість: 25,000                                                      | Окленд Крайстчерч Данідін Гамільтон Нью-Плімут Веллінгтон ФангареіМолодіжний чемпіонат світу з футболу 2015 (Нова Зеландія) | Окленд Крайстчерч Данідін Гамільтон Нью-Плімут Веллінгтон ФангареіМолодіжний чемпіонат світу з футболу 2015 (Нова Зеландія) | Місткість: 35,187                                                      |
|                                                                        | Окленд Крайстчерч Данідін Гамільтон Нью-Плімут Веллінгтон ФангареіМолодіжний чемпіонат світу з футболу 2015 (Нова Зеландія) | Окленд Крайстчерч Данідін Гамільтон Нью-Плімут Веллінгтон ФангареіМолодіжний чемпіонат світу з футболу 2015 (Нова Зеландія) |                                                                        |
| Фангареі                                                               | Окленд Крайстчерч Данідін Гамільтон Нью-Плімут Веллінгтон ФангареіМолодіжний чемпіонат світу з футболу 2015 (Нова Зеландія) | Окленд Крайстчерч Данідін Гамільтон Нью-Плімут Веллінгтон ФангареіМолодіжний чемпіонат світу з футболу 2015 (Нова Зеландія) |                                                                        |
| Окара Парк                                                             | Окленд Крайстчерч Данідін Гамільтон Нью-Плімут Веллінгтон ФангареіМолодіжний чемпіонат світу з футболу 2015 (Нова Зеландія) | Окленд Крайстчерч Данідін Гамільтон Нью-Плімут Веллінгтон ФангареіМолодіжний чемпіонат світу з футболу 2015 (Нова Зеландія) |                                                                        |
| 35°44′3″ пд. ш. 174°19′46″ сх. д. / 35.73417° пд. ш. 174.32944° сх. д. | Окленд Крайстчерч Данідін Гамільтон Нью-Плімут Веллінгтон ФангареіМолодіжний чемпіонат світу з футболу 2015 (Нова Зеландія) | Окленд Крайстчерч Данідін Гамільтон Нью-Плімут Веллінгтон ФангареіМолодіжний чемпіонат світу з футболу 2015 (Нова Зеландія) |                                                                        |
| Місткість: 8,016                                                       | Окленд Крайстчерч Данідін Гамільтон Нью-Плімут Веллінгтон ФангареіМолодіжний чемпіонат світу з футболу 2015 (Нова Зеландія) | Окленд Крайстчерч Данідін Гамільтон Нью-Плімут Веллінгтон ФангареіМолодіжний чемпіонат світу з футболу 2015 (Нова Зеландія) |                                                                        |
|                                                                        | Окленд Крайстчерч Данідін Гамільтон Нью-Плімут Веллінгтон ФангареіМолодіжний чемпіонат світу з футболу 2015 (Нова Зеландія) | Окленд Крайстчерч Данідін Гамільтон Нью-Плімут Веллінгтон ФангареіМолодіжний чемпіонат світу з футболу 2015 (Нова Зеландія) |                                                                        |

## Жеребкування
| Кошик 1 | Кошик 2                                            | Кошик 3                                       | Кошик 4                                          |
| --- | -------------------------------------------------- | --------------------------------------------- | ------------------------------------------------ |
| Нова Зеландія (Група A) Аргентина (Група B) Катар (Група C) Мексика (Група D) Нігерія (Група E) Німеччина (Група F) | Північна Корея М'янма Узбекистан Малі Гана Сенегал | Гондурас Панама США Бразилія Колумбія Уругвай | Фіджі Австрія Угорщина Португалія Сербія Україна |

## Регламент

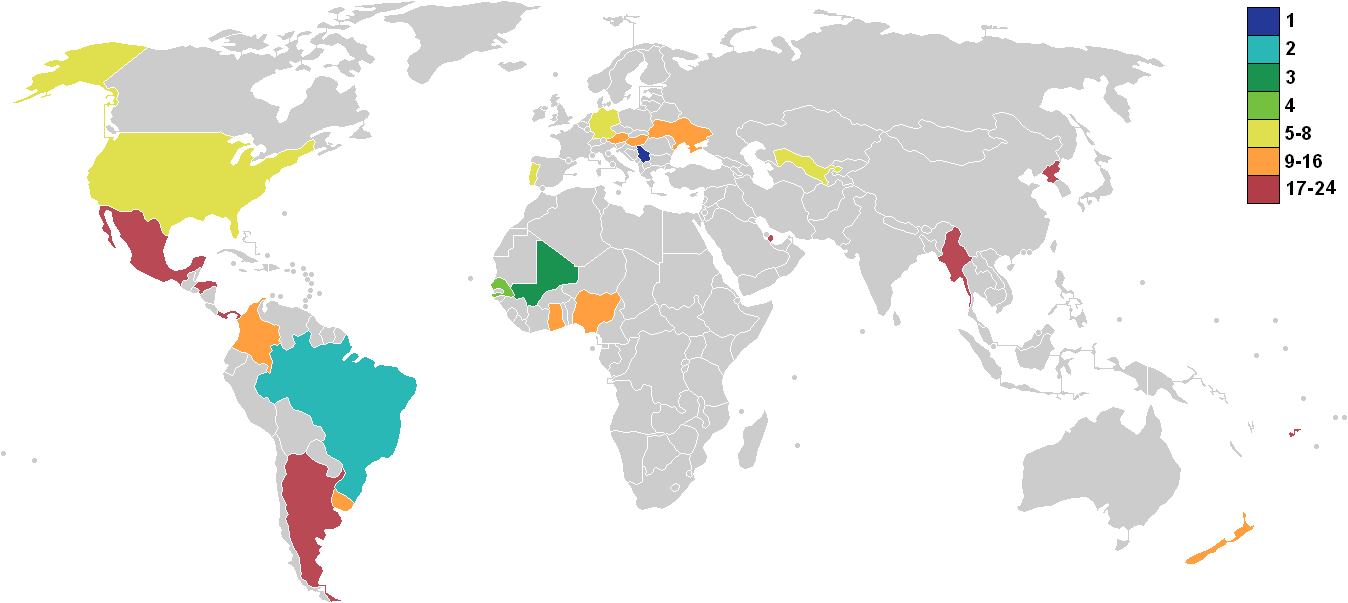
Результати команд-учасниць чемпіонату світу-2015
Чемпіон
Фіналіст
Півфінал
Чвертьфінал
1/8 фіналу
Груповий етап

У груповому етапі візьмуть участь 24 збірні, які буде розбито на шість груп (позначені латинським літерам A, B, C. D, E і F). У групах збірні грають зі своїми суперниками по одному разу. За перемогу в групі дається 3 очки, за нічию — 1 очко, за поразку — 0 очок. До наступного етапу проходять збірні, що посіли перші та другі місця в групах і чотири найкращі треті місця.
Якщо на момент завершення матчів групового етапу дві або більше команд мають однакову кількість очок, то для визначення підсумкових місць у групі до уваги беруться такі критерії:
1. Більша кількість очок, набрана в очних зустрічах цих команд;
2. Краща різниця м'ячів у очних зустрічах цих команд;
3. Більша кількість м'ячів у очних зустрічах цих команд;
4. Якщо після застосування критеріїв 1, 2 та 3 між двома чи більше командами все одно зберігається рівновага, то для визначення підсумкового турнірного становища критерії від 1 до 3 застосовуються винятково до матчів за участю цих команд. Якщо й ця процедура не вирішує ситуацію, то застосовуються критерії від 5 до 9;
5. Краща різниця м'ячів у всіх матчах групового етапу;
6. Більша кількість м'ячів, забитих у всіх матчах групового етапу;
7. Якщо тільки дві команди мають однакову кількість очок, і вони пов'язані відповідно до критеріїв 1-6 після зустрічі в останньому турі групового етапу, переможець визначається в серії післяматчевих пенальті (цей критерій не використовується якщо більше двох команд мають однакову кількість очок);
8. Дотримання командами принципів чесної гри (у фінальному турнірі);
9. Розташування в таблиці коефіцієнтів молодіжних збірних ФІФА.

Чотири найкращі треті місця визначаються у відповідності з наступними критеріями:
1. Більша кількість очок;
2. Краща різниця м'ячів;
3. Більша кількість м'ячів;
4. Дотримання командами принципів чесної гри (у фінальному турнірі);
5. Розташування в таблиці коефіцієнтів молодіжних збірних ФІФА.

Раунд плей-оф розпочнеться зі стадії 1/8, в якій візьмуть участь збірні, що посіли перші та другі місця і чотири найкращі треті місця. На цьому етапі, якщо основний час матчу (90 хвилин) закінчується нічиєю, команди грають два додаткові 15-хвилинні тайми. Якщо протягом цього часу жодна команда не здобуває переваги, влаштовується серія післяматчевих пенальті.

## Груповий турнір

### Група A
| М  | Команда       | І | В | Н | П | МЗ | МП | РМ  | О |
| -- | ------------- | - | - | - | - | -- | -- | --- | - |
| 1. | Україна       | 3 | 2 | 1 | 0 | 9  | 0  | +9  | 7 |
| 2. | США           | 3 | 2 | 0 | 1 | 6  | 4  | +2  | 6 |
| 3. | Нова Зеландія | 3 | 1 | 1 | 1 | 5  | 5  | 0   | 4 |
| 4. | М'янма        | 3 | 0 | 0 | 3 | 2  | 13 | −11 | 0 |

| 30 травня 2015 13:00 |

| Нова Зеландія | 0–0      | Україна |
| ------------- | -------- | ------- |
|               | Протокол |         |

| Північний стадіон, Окленд Глядачів: 25,000 Арбітр: Мауро Вільяно (Аргентина) |

| 30 травня 2015 16:00 |

| США                    | 2–1      | М'янма         |
| ---------------------- | -------- | -------------- |
| Телль 17' Гайндмен 56' | Протокол | Ян Найнг Оо 9' |

| Окара Парк, Фангареї Глядачів: 5,816 Арбітр: Бернар Каміль (Сейшельські Острови) |

| 2 червня 2015 13:00 |

| М'янма | 0–6      | Україна                                                            |
| ------ | -------- | ------------------------------------------------------------------ |
|        | Протокол | Яремчук 51' Лучкевич 54' Коваленко 57', 77' Соболь 68' Бєсєдін 71' |

| Окара Парк, Фангареї Глядачів: 4,985 Арбітр: Рікардо Маркеш (Бразилія) |

| 2 червня 2015 19:00 |

| Нова Зеландія | 0–4      | США                                             |
| ------------- | -------- | ----------------------------------------------- |
|               | Протокол | Джеймісон 6' Гайндмен 33' Арріола 58' Рубін 83' |

| Північний стадіон, Окленд Глядачів: 15,678 Арбітр: Антоніо Матео Лаос (Іспанія) |

| 5 червня 2015 19:00 |

| М'янма      | 1–5      | Нова Зеландія                                                    |
| ----------- | -------- | ---------------------------------------------------------------- |
| Аунг Ту 28' | Протокол | Біллінгслі 40' Паттерсон 47' Стівенс 78' Бразертон 81' Льюїс 89' |

| Регіональний стадіон Веллінгтон, Веллінгтон Глядачів: 15,527 Арбітр: Джон Пітті (Панама) |

| 5 червня 2015 19:00 |

| Україна                 | 3–0      | США |
| ----------------------- | -------- | --- |
| Коваленко 56', 74', 79' | Протокол |     |

| Північний стадіон, Окленд Глядачів: 7,694 Арбітр: Ерік Отого-Кастане (Габон) |

### Група B
| М  | Команда   | І | В | Н | П | МЗ | МП | РМ | О |
| -- | --------- | - | - | - | - | -- | -- | -- | - |
| 1. | Гана      | 3 | 2 | 1 | 0 | 5  | 3  | +2 | 7 |
| 2. | Австрія   | 3 | 1 | 2 | 0 | 3  | 2  | +1 | 5 |
| 3. | Аргентина | 3 | 0 | 2 | 1 | 4  | 5  | −1 | 2 |
| 4. | Панама    | 3 | 0 | 1 | 2 | 3  | 5  | −2 | 1 |

| 30 травня 2015 16:00 |

| Аргентина       | 2–2      | Панама                   |
| --------------- | -------- | ------------------------ |
| Корреа 14', 79' | Протокол | Родрігес 19' Ескобар 84' |

| Регіональний стадіон Веллінгтон, Веллінгтон Глядачів: 9,204 Арбітр: Артур Соареш Діаш (Португалія) |

| 30 травня 2015 19:00 |

| Гана              | 1–1      | Австрія      |
| ----------------- | -------- | ------------ |
| Єбоа 90+1' (пен.) | Протокол | Гшвайдль 50' |

| Регіональний стадіон Веллінгтон, Веллінгтон Глядачів: 9,204 Арбітр: Фахад Аль-Мірдасі (Саудівська Аравія) |

| 2 червня 2015 16:00 |

| Австрія                       | 2–1      | Панама      |
| ----------------------------- | -------- | ----------- |
| Ормечеа 45+1' (аг) Грубек 51' | Протокол | Ескобар 38' |

| Регіональний стадіон Веллінгтон, Веллінгтон Глядачів: 2,009 Арбітр: Гехад Гріша (Єгипет) |

| 2 червня 2015 19:00 |

| Аргентина               | 2–3      | Гана                                  |
| ----------------------- | -------- | ------------------------------------- |
| Сімеоне 80' Буендія 90' | Протокол | Тетте 44' Абоаг'є 59' Єбоа 69' (пен.) |

| Регіональний стадіон Веллінгтон, Веллінгтон Глядачів: 5,542 Арбітр: Іван Бебек (Хорватія) |

| 5 червня 2015 16:00 |

| Австрія | 0–0      | Аргентина |
| ------- | -------- | --------- |
|         | Протокол |           |

| Регіональний стадіон Веллінгтон, Веллінгтон Глядачів: 13,874 Арбітр: Руїджі Сато (Японія) |

| 5 червня 2015 16:00 |

| Панама | 0–1      | Гана        |
| ------ | -------- | ----------- |
|        | Протокол | Боатенг 82' |

| Північний стадіон, Окленд Глядачів: 3,637 Арбітр: Даніель Орсато (Італія) |

### Група C
| М  | Команда    | І | В | Н | П | МЗ | МП | РМ | О |
| -- | ---------- | - | - | - | - | -- | -- | -- | - |
| 1. | Португалія | 3 | 3 | 0 | 0 | 10 | 1  | +9 | 9 |
| 2. | Колумбія   | 3 | 1 | 1 | 1 | 3  | 4  | −1 | 4 |
| 3. | Сенегал    | 3 | 1 | 1 | 1 | 3  | 5  | −2 | 4 |
| 4. | Катар      | 3 | 0 | 0 | 3 | 1  | 7  | −6 | 0 |

| 31 травня 2015 13:00 |

| Катар | 0–1      | Колумбія     |
| ----- | -------- | ------------ |
|       | Протокол | Родрігес 24' |

| Ваїкато, Гамільтон Глядачів: 7,461 Арбітр: Метью Конгер (Нова Зеландія) |

| 31 травня 2015 16:00 |

| Португалія                        | 3–0      | Сенегал |
| --------------------------------- | -------- | ------- |
| Мартінш 1' Сілва 90' Сантуш 90+2' | Протокол |         |

| Ваїкато, Гамільтон Глядачів: 10,362 Арбітр: Сезар Артуро Рамос (Мексика) |

| 3 червня 2015 16:00 |

| Катар | 0–4      | Португалія                                  |
| ----- | -------- | ------------------------------------------- |
|       | Протокол | Сілва 34' Іво Родрігес 42', 66' Вігаріу 74' |

| Ваїкато, Гамільтон Глядачів: 1,864 Арбітр: Даніель Федорчук (Уругвай) |

| 3 червня 2015 19:00 |

| Сенегал  | 1–1      | Колумбія          |
| -------- | -------- | ----------------- |
| Тіам 23' | Протокол | Сапата 43' (пен.) |

| Ваїкато, Гамільтон Глядачів: 3,981 Арбітр: Іштван Вад (Угорщина) |

| 6 червня 2015 13:00 |

| Сенегал            | 2–1      | Катар           |
| ------------------ | -------- | --------------- |
| Силла 76' Коне 81' | Протокол | Афіф 17' (пен.) |

| Ваїкато, Гамільтон Глядачів: 3,791 Арбітр: Фелікс Цваєр (Німеччина) |

| 6 червня 2015 13:00 |

| Колумбія  | 1–3      | Португалія                      |
| --------- | -------- | ------------------------------- |
| Борре 74' | Протокол | Сантуш 3' Сілва 55' (пен.), 67' |

| Отаго, Данідін Глядачів: 6,950 Арбітр: Генрі Бехарано (Коста-Рика) |

### Група D
| М  | Команда | І | В | Н | П | МЗ | МП | РМ | О |
| -- | ------- | - | - | - | - | -- | -- | -- | - |
| 1. | Сербія  | 3 | 2 | 0 | 1 | 4  | 1  | +3 | 6 |
| 2. | Уругвай | 3 | 1 | 1 | 1 | 3  | 3  | 0  | 4 |
| 3. | Малі    | 3 | 1 | 1 | 1 | 3  | 3  | 0  | 4 |
| 4. | Мексика | 3 | 1 | 0 | 2 | 2  | 5  | −3 | 3 |

| 31 травня 2015 13:00 |

| Мексика | 0–2      | Малі                        |
| ------- | -------- | --------------------------- |
|         | Протокол | Адама Траоре 77' Гбакле 79' |

| Отаго, Данідін Глядачів: 4,299 Арбітр: Фелікс Цваєр (Німеччина) |

| 31 травня 2015 16:00 |

| Уругвай     | 1–0      | Сербія |
| ----------- | -------- | ------ |
| Перейро 56' | Протокол |        |

| Отаго, Данідін Глядачів: 6,048 Арбітр: Рюдзі Сато (Японія) |

| 3 червня 2015 16:00 |

| Мексика                    | 2–1      | Уругвай    |
| -------------------------- | -------- | ---------- |
| Лосано 71' Гутьєррес 90+3' | Протокол | Суарес 83' |

| Отаго, Данідін Глядачів: 2,038 Арбітр: Овідіу Гацеган (Румунія) |

| 3 червня 2015 19:00 |

| Сербія                             | 2–0      | Малі |
| ---------------------------------- | -------- | ---- |
| С. Милинкович-Савич 27' Мандич 74' | Протокол |      |

| Отаго, Данідін Глядачів: 4,012 Арбітр: Родді Самбрано (Еквадор) |

| 6 червня 2015 16:00 |

| Сербія                     | 2–0      | Мексика |
| -------------------------- | -------- | ------- |
| Максимович 2' Живкович 43' | Протокол |         |

| Отаго, Данідін Глядачів: 9,248 Арбітр: Рікардо Маркеш (Бразилія) |

| 6 червня 2015 16:00 |

| Малі             | 1–1      | Уругвай    |
| ---------------- | -------- | ---------- |
| Адама Траоре 44' | Протокол | Акоста 17' |

| Ваїкато, Гамільтон Глядачів: 6,791 Арбітр: Артур Соареш Діаш (Португалія) |

### Група E
| М  | Команда        | І | В | Н | П | МЗ | МП | РМ  | О |
| -- | -------------- | - | - | - | - | -- | -- | --- | - |
| 1. | Бразилія       | 3 | 3 | 0 | 0 | 9  | 3  | +6  | 9 |
| 2. | Нігерія        | 3 | 2 | 0 | 1 | 8  | 4  | +4  | 6 |
| 3. | Угорщина       | 3 | 1 | 0 | 2 | 6  | 5  | +1  | 3 |
| 4. | Північна Корея | 3 | 0 | 0 | 3 | 1  | 12 | −11 | 0 |

| 1 червня 2015 13:00 |

| Нігерія             | 2–4      | Бразилія                                      |
| ------------------- | -------- | --------------------------------------------- |
| Саксес 10' Яхья 28' | Протокол | Габріел Жезус 4' Жудіван 34', 82' Бошилья 59' |

| Таранакі, Нью-Плімут Глядачів: 5,887 Арбітр: Даніель Орсато (Італія) |

| 1 червня 2015 16:00 |

| Північна Корея | 1–5      | Угорщина                                   |
| -------------- | -------- | ------------------------------------------ |
| Чо Ю-сонг 32'  | Протокол | Мерво 17', 49', 82' Кальмар 33' Форгач 60' |

| Таранакі, Нью-Плімут Глядачів: 8,153 Арбітр: Генрі Бехарано (Коста-Рика) |

| 4 червня 2015 16:00 |

| Нігерія                               | 4–0      | Північна Корея |
| ------------------------------------- | -------- | -------------- |
| Савійо 48', 51' Сокарі 71' Саксес 80' | Протокол |                |

| Таранакі, Нью-Плімут Глядачів: 1,114 Арбітр: Мауро Вільяно (Аргентина) |

| 4 червня 2015 19:00 |

| Угорщина | 1–2      | Бразилія                                 |
| -------- | -------- | ---------------------------------------- |
| Мерво 8' | Протокол | Даніло Барбоза 50' А. Перейра 86' (пен.) |

| Таранакі, Нью-Плімут Глядачів: 4,077 Арбітр: Фахад Аль-Мірдасі (Саудівська Аравія) |

| 7 червня 2015 17:00 |

| Угорщина | 0–2      | Нігерія        |
| -------- | -------- | -------------- |
|          | Протокол | Авоні 33', 54' |

| Таранакі, Нью-Плімут Глядачів: 3,184 Арбітр: Родді Самбрано (Еквадор) |

| 7 червня 2015 17:00 |

| Бразилія                                            | 3–0      | Північна Корея |
| --------------------------------------------------- | -------- | -------------- |
| Мін Хьо-сонг 60' (аг) Жан Карлос 66' Л. Перейра 86' | Протокол |                |

| Регбі Парк, Крайстчерч Глядачів: 15,298 Арбітр: Метью Конгер (Нова Зеландія) |

### Група F
| М  | Команда    | І | В | Н | П | МЗ | МП | РМ  | О |
| -- | ---------- | - | - | - | - | -- | -- | --- | - |
| 1. | Німеччина  | 3 | 3 | 0 | 0 | 16 | 2  | +14 | 9 |
| 2. | Узбекистан | 3 | 1 | 0 | 2 | 6  | 7  | −1  | 3 |
| 3. | Гондурас   | 3 | 1 | 0 | 2 | 5  | 11 | −6  | 3 |
| 4. | Фіджі      | 3 | 1 | 0 | 2 | 4  | 11 | −7  | 3 |

| 1 червня 2015 13:00 |

| Німеччина                                                                                  | 8–1      | Фіджі       |
| ------------------------------------------------------------------------------------------ | -------- | ----------- |
| Н. Штарк 18', 27' Штендера 20' (пен.) Премель 23' Мухтар 34', 40', 89' (пен.) Стефаняк 68' | Протокол | Веревоу 48' |

| Регбі Парк, Крайстчерч Глядачів: 5,296 Арбітр: Джон Пітті (Панама) |

| 1 червня 2015 16:00 |

| Узбекистан                                | 3–4      | Гондурас                                   |
| ----------------------------------------- | -------- | ------------------------------------------ |
| Хамдамов 31' Шомуродов 79' Урінбоєв 90+6' | Протокол | Бенавідез 4' Рочес 20', 90+2' Альварес 49' |

| Регбі Парк, Крайстчерч Глядачів: 6,679 Арбітр: Ерік Отого-Кастане (Габон) |

| 4 червня 2015 16:00 |

| Гондурас | 0–3      | Фіджі                                  |
| -------- | -------- | -------------------------------------- |
|          | Протокол | Веревоу 14' Вага 19' Альварес 45' (аг) |

| Регбі Парк, Крайстчерч Глядачів: 1,220 Арбітр: Кім Йонг (Південна Корея) |

| 4 червня 2015 19:00 |

| Німеччина                      | 3–0      | Узбекистан |
| ------------------------------ | -------- | ---------- |
| Штендера 33', 85' Акпогума 59' | Протокол |            |

| Регбі Парк, Крайстчерч Глядачів: 3,393 Арбітр: Сезар Артуро Рамос (Мексика) |

| 7 червня 2015 14:00 |

| Гондурас       | 1–5      | Німеччина                                                         |
| -------------- | -------- | ----------------------------------------------------------------- |
| Швабе 19' (аг) | Протокол | Штендера 2' (пен.) Брандт 30' Мухтар 50' Премель 62' Н. Штарк 81' |

| Регбі Парк, Крайстчерч Глядачів: 12,045 Арбітр: Даніель Федорчук (Уругвай) |

| 7 червня 2015 14:00 |

| Фіджі | 0–3      | Узбекистан                               |
| ----- | -------- | ---------------------------------------- |
|       | Протокол | Шомуродов 62' Урінбоєв 63' Косімов 90+3' |

| Окара Парк, Фангареі Глядачів: 5,011 Арбітр: Бернар Каміль (Сейшельські острови) |

## Плей-оф
|  | 1/8 фіналу             | 1/8 фіналу             |                        |       | Чвертьфінал         | Чвертьфінал         |                    |                    | Півфінал | Півфінал |  |  | Фінал | Фінал |
|  |                        |                        |                        |       |                     |                     |                    |                    |          |          |  |  |       |       |
|  | 11 червня — Нью-Плімут |                        |                        |       |                     |                     |                    |                    |          |          |  |  |       |       |
|  |                        |                        |                        |       |                     |                     |                    |                    |          |          |  |  |       |       |
|  | Бразилія (пен.)        | 0 (5)                  |                        |       |                     |                     |                    |                    |          |          |  |  |       |       |
|  | Бразилія (пен.)        | 0 (5)                  | 14 червня — Гамільтон  |       |                     |                     |                    |                    |          |          |  |  |       |       |
|  | Уругвай                | 0 (4)                  |                        |       |                     |                     |                    |                    |          |          |  |  |       |       |
|  | Уругвай                | 0 (4)                  | Бразилія (пен.)        | 0 (3) |                     |                     |                    |                    |          |          |  |  |       |       |
|  | 11 червня — Гамільтон  |                        | Бразилія (пен.)        | 0 (3) |                     |                     |                    |                    |          |          |  |  |       |       |
|  |                        | Португалія             | 0 (1)                  |       |                     |                     |                    |                    |          |          |  |  |       |       |
|  | Португалія             | Португалія             | 0 (1)                  | 2     |                     |                     |                    |                    |          |          |  |  |       |       |
|  | Португалія             |                        | 17 червня — Крайстчерч | 2     |                     |                     |                    |                    |          |          |  |  |       |       |
|  | Нова Зеландія          | 1                      |                        |       |                     |                     |                    |                    |          |          |  |  |       |       |
|  | Нова Зеландія          | 1                      | Бразилія               | 5     |                     |                     |                    |                    |          |          |  |  |       |       |
|  | 11 червня — Фангареі   |                        | Бразилія               | 5     |                     |                     |                    |                    |          |          |  |  |       |       |
|  |                        | Сенегал                | 0                      |       |                     |                     |                    |                    |          |          |  |  |       |       |
|  | Австрія                | Сенегал                | 0                      | 0     |                     |                     |                    |                    |          |          |  |  |       |       |
|  | Австрія                | 14 червня — Веллінгтон |                        | 0     |                     |                     |                    |                    |          |          |  |  |       |       |
|  | Узбекистан             | 2                      |                        |       |                     |                     |                    |                    |          |          |  |  |       |       |
|  | Узбекистан             | 2                      | Узбекистан             | 0     |                     |                     |                    |                    |          |          |  |  |       |       |
|  | 10 червня — Окленд     |                        | Узбекистан             | 0     |                     |                     |                    |                    |          |          |  |  |       |       |
|  |                        | Сенегал                | 1                      |       |                     |                     |                    |                    |          |          |  |  |       |       |
|  | Україна                | Сенегал                | 1                      | 1 (1) |                     |                     |                    |                    |          |          |  |  |       |       |
|  | Україна                |                        | 20 червня — Окленд     | 1 (1) |                     |                     |                    |                    |          |          |  |  |       |       |
|  | Сенегал (пен.)         | 1 (3)                  |                        |       |                     |                     |                    |                    |          |          |  |  |       |       |
|  | Сенегал (пен.)         | 1 (3)                  | Бразилія               | 1     |                     |                     |                    |                    |          |          |  |  |       |       |
|  | 10 червня — Веллінгтон |                        | Бразилія               | 1     |                     |                     |                    |                    |          |          |  |  |       |       |
|  |                        | Сербія дод. час        | 2                      |       |                     |                     |                    |                    |          |          |  |  |       |       |
|  | США                    | Сербія дод. час        | 2                      | 1     |                     |                     |                    |                    |          |          |  |  |       |       |
|  | США                    | 14 червня — Окленд     |                        | 1     |                     |                     |                    |                    |          |          |  |  |       |       |
|  | Колумбія               | 0                      |                        |       |                     |                     |                    |                    |          |          |  |  |       |       |
|  | Колумбія               | 0                      | США                    | 0 (5) |                     |                     |                    |                    |          |          |  |  |       |       |
|  | 10 червня — Данідін    |                        | США                    | 0 (5) |                     |                     |                    |                    |          |          |  |  |       |       |
|  |                        | Сербія (пен.)          | 0 (6)                  |       |                     |                     |                    |                    |          |          |  |  |       |       |
|  | Сербія дод. час        | Сербія (пен.)          | 0 (6)                  | 2     |                     |                     |                    |                    |          |          |  |  |       |       |
|  | Сербія дод. час        |                        | 17 червня — Окленд     | 2     |                     |                     |                    |                    |          |          |  |  |       |       |
|  | Угорщина               | 1                      |                        |       |                     |                     |                    |                    |          |          |  |  |       |       |
|  | Угорщина               | 1                      | Сербія дод. час        | 2     |                     |                     |                    |                    |          |          |  |  |       |       |
|  | 10 червня — Веллінгтон |                        | Сербія дод. час        | 2     |                     |                     |                    |                    |          |          |  |  |       |       |
|  |                        | Малі                   | 1                      |       | Матч за третє місце | Матч за третє місце |                    |                    |          |          |  |  |       |       |
|  | Гана                   | Малі                   | 1                      | 0     | Матч за третє місце | Матч за третє місце |                    |                    |          |          |  |  |       |       |
|  | Гана                   | 14 червня — Крайстчерч | 14 червня — Крайстчерч | 0     |                     |                     | 20 червня — Окленд | 20 червня — Окленд |          |          |  |  |       |       |
|  | Малі                   | 14 червня — Крайстчерч | 14 червня — Крайстчерч | 3     |                     |                     | 20 червня — Окленд | 20 червня — Окленд |          |          |  |  |       |       |
|  | Малі                   | Малі (пен.)            | 1 (4)                  | 3     | Сенегал             | 1                   |                    |                    |          |          |  |  |       |       |
|  | 11 червня — Крайстчерч | Малі (пен.)            | 1 (4)                  |       | Сенегал             | 1                   |                    |                    |          |          |  |  |       |       |
|  |                        | Німеччина              | 1 (3)                  |       | Малі                | 3                   |                    |                    |          |          |  |  |       |       |
|  | Німеччина              | Німеччина              | 1 (3)                  | 1     | Малі                | 3                   |                    |                    |          |          |  |  |       |       |
|  | Німеччина              |                        |                        | 1     |                     |                     |                    |                    |          |          |  |  |       |       |
|  | Нігерія                | 0                      |                        |       |                     |                     |                    |                    |          |          |  |  |       |       |
|  | Нігерія                | 0                      |                        |       |                     |                     |                    |                    |          |          |  |  |       |       |

### 1/8 фіналу
| 10 червня 2015 16:00 |

| Гана | 0–3      | Малі                                |
| ---- | -------- | ----------------------------------- |
|      | Протокол | Самассеку 20' Гбакле 53' Думбіа 81' |

| Регіональний стадіон Веллінгтон, Веллінгтон Глядачів: 2,235 Арбітр: Гехад Гріша (Єгипет) |

| 10 червня 2015 16:00 |

| Сербія                           | 2–1      | Угорщина  |
| -------------------------------- | -------- | --------- |
| Шаподжич 90+1' Талабер 118' (аг) | Протокол | Мерво 57' |

| Отаго, Данідін Глядачів: 5,149 Арбітр: Антоніо Матео Лаос (Іспанія) |

| 10 червня 2015 19:30 |

| США       | 1–0      | Колумбія |
| --------- | -------- | -------- |
| Рубін 58' | Протокол |          |

| Регіональний стадіон Веллінгтон, Веллінгтон Глядачів: 6,062 Арбітр: Іван Бебек (Хорватія) |

| 10 червня 2015 19:30 |

| Україна     | 1–1      | Сенегал  |
| ----------- | -------- | -------- |
| Бєсєдін 70' | Протокол | Сарр 83' |

| Північний стадіон, Окленд Глядачів: 6,905 Арбітр: Рікардо Маркеш (Бразилія) |

|                                      |       | Пенальті             |  |
| Чумак · Харатін · Габелок · Лучкевич | 1 – 3 | Сарр · Сілла · Ньянг |  |

| 11 червня 2015 16:00 |

| Австрія | 0–2      | Узбекистан        |
| ------- | -------- | ----------------- |
|         | Протокол | Хамдамов 47', 57' |

| Окара Парк, Фангареі Глядачів: 3,964 Арбітр: Джон Пітті (Панама) |

| 11 червня 2015 19:30 |

| Німеччина    | 1–0      | Нігерія |
| ------------ | -------- | ------- |
| Озтуналі 19' | Протокол |         |

| Регбі Парк, Крайстчерч Глядачів: 5,288 Арбітр: Фахад Аль-Мірдасі (Саудівська Аравія) |

| 11 червня 2015 19:30 |

| Португалія            | 2–1      | Нова Зеландія |
| --------------------- | -------- | ------------- |
| Гуццо 24' Мартінш 87' | Протокол | Голтусен 64'  |

| Ваїкато, Гамільтон Глядачів: 10,492 Арбітр: Кім Йонг (Південна Корея) |

| 11 червня 2015 19:30 |

| Бразилія | 0–0      | Уругвай |
| -------- | -------- | ------- |
|          | Протокол |         |

| Таранакі, Нью-Плімут Глядачів: 4,358 Арбітр: Іштван Вад (Угорщина) |

|                                                              |       | Пенальті                                   |  |
| А. Перейра · Лукан · Даніло Барбоза · Сільва · Габріел Жезус | 5 – 4 | Арамбаррі · Амарал · Поєт · Акоста · Лемос |  |

### Чвертьфінали
| 14 червня 2015 13:00 |

| Бразилія | 0–0      | Португалія |
| -------- | -------- | ---------- |
|          | Протокол |            |

| Ваїкато, Гамільтон Глядачів: 9,945 Арбітр: Фелікс Цваєр (Німеччина) |

|                                                     |       | Пенальті                       |  |
| А. Перейра · Лукан · Даніло Барбоза · Габріел Жезус | 3 – 1 | Лопеш · Гуццо · Сілва · Сантуш |  |

| 14 червня 2015 13:00 |

| Малі            | 1–1      | Німеччина  |
| --------------- | -------- | ---------- |
| С. Кулібалі 58' | Протокол | Брандт 38' |

| Регбі Парк, Крайстчерч Глядачів: 7,007 Арбітр: Сезар Артуро Рамос (Мексика) |

|                                                   |       | Пенальті                                            |  |
| Х. Траоре · Гуіндо · Коне · А. Траоре · Самассеку | 4 – 3 | Акпогума · Озтуналі · Штейнманн · Брандт · Н. Штарк |  |

| 14 червня 2015 16:30 |

| США | 0–0      | Сербія |
| --- | -------- | ------ |
|     | Протокол |        |

| Північний стадіон, Окленд Глядачів: 10,826 Арбітр: Артур Соареш Діаш (Португалія) |

|                                                                                           |       | Пенальті                                                                                 |  |
| Рубін · Пейн · Арріола · Гайндмен · Зелалем · Сонора · Дельгадо · Картер-Віккерс · Рекехо | 5 – 6 | Зделар · Мандич · Бабич · Груїч · Живкович · Райкович · Антонов · Велькович · Максимович |  |

| 14 червня 2015 16:30 |

| Узбекистан | 0–1      | Сенегал  |
| ---------- | -------- | -------- |
|            | Протокол | Тіам 77' |

| Регіональний стадіон Веллінгтон, Веллінгтон Глядачів: 10,258 Арбітр: Овідіу Гацеган (Румунія) |

### Півфінали
| 17 червня 2015 16:00 |

| Бразилія                                              | 5–0      | Сенегал |
| ----------------------------------------------------- | -------- | ------- |
| Корреа 5' (аг) Гільєрмі 7', 78' Бошилья 19' Жорже 35' | Протокол |         |

| Регбі Парк, Крайстчерч Глядачів: 9,251 Арбітр: Даніель Орсато (Італія) |

| 17 червня 2015 19:30 |

| Сербія                    | 2–1 (дч) | Малі     |
| ------------------------- | -------- | -------- |
| Живкович 4' Шаподжич 101' | Протокол | Коне 39' |

| Північний стадіон, Окленд Глядачів: 10,818 Арбітр: Мауро Вільяно (Аргентина) |

### Матч за третє місце
| 20 червня 2015 13:30 |

| Сенегал   | 1–3      | Малі                               |
| --------- | -------- | ---------------------------------- |
| Ваджи 64' | Протокол | А. Траоре 74', 83' Самассеку 90+1' |

| Північний стадіон, Окленд Глядачів: 12,421 Арбітр: Гехад Гріша (Єгипет) |

### Фінал
| 20 червня 2015 17:05 |

| Бразилія       | 1–2 (дч) | Сербія                     |
| -------------- | -------- | -------------------------- |
| А. Перейра 73' | Протокол | Мандич 70' Максимович 118' |

| Північний стадіон, Окленд Глядачів: 25,317 Арбітр: Фахад Аль-Мірдасі (Саудівська Аравія) |

| Чемпіон світу 2015 |
| ------------------ |
|                    |
| Сербія 2-й титул   |

## Нагороди
| Золотий м'яч     | Срібний м'яч     | Бронзовий м'яч          |
| ---------------- | ---------------- | ----------------------- |
| Адама Траоре     | Даніло Барбоза   | Сергій Милинкович-Савич |
| Золотий бутс     | Срібний бутс     | Бронзовий бутс          |
| Віктор Коваленко | Бенсе Мерво      | Марк Штендера           |
| 5 голів, 2 паси  | 5 голів, 0 пасів | 4 голи, 4 паси          |
| Золота рукавиця  |                  |                         |
| Предраг Райкович |                  |                         |
| ФІФА Фейр-Плей   |                  |                         |
| Україна          |                  |                         |